# David-Xavier Weiss
Pour les articles homonymes, voir Weiss.
David-Xavier Weiss, né le 18 juillet 1979 à Paris, est un homme politique français, secrétaire général délégué du CNIP, adjoint au maire de Levallois-Perret et conseiller départemental des Hauts-de-Seine depuis 2021. Il est également journaliste politique à Sud Radio et essayiste.

## Biographie

### Formation
Après des études secondaires effectuées à Pantin, David-Xavier Weiss fut élève à l’École supérieure de journalisme de Paris en 2003. Il possède deux masters, en science politique et ès affaires internationales[réf. obsolète].

### Parcours politique
Ancien adhérent du Mouvement des jeunes socialistes, il participe à la campagne de Jean-François Copé lors de l'élection régionale de 2004 en Île-de-France. Il est ensuite chef de cabinet de Roger Karoutchi, notamment sénateur puis secrétaire d'État chargé des Relations avec le Parlement. Il est dans le même temps secrétaire national de l'UMP chargé des transports et de la mobilité.
Depuis mars 2008, il est conseiller municipal puis adjoint au maire délégué à la jeunesse, à l'évènementiel et à la communication de Levallois-Perret (Hauts-de-Seine), auprès d'Isabelle Balkany. Il est décoré en 2010 de la médaille d'or de la Jeunesse et des Sports par Roselyne Bachelot[réf. nécessaire].
Trois mois après les élections régionales de mars 2010, le socialiste Jean-Paul Huchon lui confie une mission sur l'attractivité touristique et économique de la Région Île-de-France, au titre de l'« ouverture ». En février 2011, il se voit confier par Jean-François Copé les fonctions de secrétaire national de l'UMP chargé des industries de la presse et des médias. Depuis le 1er décembre 2014, il est membre du Conseil national de l'UMP.
En juin 2015, il devient parallèlement secrétaire national du Centre national des indépendants et paysans (CNIP), chargé du Tourisme, ainsi que porte-parole francilien du CNIP. Dans le cadre de l'élection présidentielle de 2017, il choisit de soutenir Nicolas Dupont-Aignan, candidat souverainiste de Debout la France, plutôt que le candidat LR François Fillon.
Il est condamné pour diffamation en octobre 2015. Une plainte déposée par Alexandre Gelbard, soutien de Valérie Pécresse lors des élections régionales qui s'estimait diffamé par le site LesIndiscrets.com dont David-Xavier Weiss était le directeur de publication.
Le 6 novembre 2024 sur Instagram, il s’est réjoui de l’élection de Donald Trump en tournant en dérision Kamala Harris « Harris retournera dans les oubliettes de l’histoire et redeviendra pour nous tous, ce pain brioché aux pépites de chocolat. Bon petit dej ! »

### Autres activités
David-Xavier Weiss est chroniqueur entre 2009 et 2011 sur la radio Beur FM, au micro de Guillaume Tatu, dans l'émission « L'actualité au Kärcher ». À partir de 2011, il est journaliste sur Sud Radio.
En 2010, il lance avec Claude Perdriel Vox Magazine ; il en quitte la rédaction en septembre de la même année, à la suite d'une couverture qu'il ne cautionnait pas, mettant en cause Nicolas Sarkozy.
Il coproduit Zaptik, sur La Chaîne Parlementaire - Assemblée nationale (LCPAN).
En 2010, il co-fonde le think-tank L'Avenir en Europe et en est vice-président à la communication entre 2012 et 2016 puis à l'économie depuis 2018. En 2020, il devient vice-président chargé de la culture et de la jeunesse. 
Il est également membre du jury du Prix de littérature politique Edgar-Faure.
Directeur-adjoint chargé des clientèles affaires au comité régional du tourisme, il est aussi vice-président du comité départemental des Hauts-de-Seine et membre du conseil national du tourisme, nommé par Frédéric Lefebvre en 2012.
Il co-dirige, en 2015, un ouvrage intitule Politique et éthique : regards croisés, aux éditions Bart and Jones, qui réunit 18 auteurs autour de ce thème.

### Vie privée
En juillet 2011, il porte plainte contre Le Canard enchaîné pour l'avoir « outé ».
En 2021, il accuse l’ancien maire de Levallois-Perret, Patrick Balkany, d’avoir diffusé des images de lui à caractère sexuel et d’avoir publié sur les réseaux sociaux des propos que David-Xavier Weiss considère homophobes et antisémites,. Il est débouté.

## Publications
- (sous la direction de Nathalie Bordeau & David-Xavier Weiss), Politique et éthique : regards croisés , préf. Alain Juillet, Bart & Jones Publishers, 226 p., 2015  (ISBN 978-1514816394) (Prix Edgar-Faure - Le Regard d'Edgar, 2015)
- Nathalie Bordeau & David-Xavier Weiss, Brexit, et après ?, préf. Constance Le Grip, postf. Pierre-Jacques Costedoat, Bart & Jones Publishers, 122 p., 2016  (ISBN 979-1094635131)
- Nathalie Bordeau & David-Xavier Weiss, La France mérite mieux, Bart & Jones Publishers, 56 p., 2017  (ISBN 979-1094635148)
- Nathalie Bordeau & David-Xavier Weiss, La France de demain : Vers une monarchie parlementaire ?, Bart & Jones Publishers, 122 p., 2017  (ISBN 979-1094635155)
- Nathalie Bordeau & David-Xavier Weiss, L'Europe, et après ? : Par les auteurs de "Brexit, et après ?", préf. Alain Juillet, Paris, autoédition Édilivre, 204 p., 2019  (ISBN 978-2414318087)